# Klaus Bald
Klaus Georg Bald (* 16. Februar 1936 in Hagen; † 25. März 2018) war ein deutscher Diplomat. Er war Botschafter in Niger (1983–1987) und in der Schweiz (1998–2001).

## Leben
Nach dem Abitur studierte Bald an der Albert-Ludwigs-Universität Freiburg Geschichte, Philosophie und Rechtswissenschaft. Als Sohn des gefallenen Georg Bald wurde er 1956 im Corps Palatia-Guestphalia recipiert. Nach den beiden Staatsexamen trat er in den Auswärtigen Dienst. Er war unter anderem stellvertretender Sprecher des Auswärtigen Amtes in Bonn sowie an der Botschaft in Niger tätig. Darüber hinaus war er Ständiger Vertreter des Botschafters in Zypern und in Bangladesch sowie 1983 Botschafter in Niger. Nach Verwendungen in der Zentrale des Auswärtigen Amtes sowie an den Botschaften in Spanien und Argentinien wurde er stellvertretender Leiter der Kulturabteilung des Auswärtigen Amtes. Zuletzt wurde Klaus Bald 1998 Botschafter in der Schweiz, bis er 2001 in den Ruhestand versetzt wurde.